# Frequency Pulling
Frequency Pulling (engl.) ist ein Phänomen in der Laserphysik. Der Effekt kommt durch die Interaktion des Lichtfeldes mit dem Lasermedium zustande und bewirkt, dass die Operationsfrequenz eines Lasers immer zwischen seiner Kavitätsfrequenz und der Übergangsfrequenz des verstärkenden Mediums liegt.

## Die Frequency-Pulling-Gleichung
Die Gleichung, welche das Frequency Pulling beschreibt lautet
{\displaystyle \omega _{n}-\omega ={\frac {gc}{2\beta }}(\omega -\omega _{0})}.
mit der Kavitätsfrequenz {\displaystyle \omega _{n}}, der Laserverstärkung {\displaystyle g}, der Dipolfrequenz {\displaystyle \omega _{0}} und der Lichtgeschwindigkeit {\displaystyle c}.
Aus dieser Gleichung ist ersichtlich, dass die Operationsfrequenz {\displaystyle \omega } des Lasers zwischen der Kavitätsfrequenz sowie der Eigenfrequenz des Oszillators liegen muss. Die Laserfrequenz wird zur Dipolfrequenz {\displaystyle \omega _{0}} hingezogen. Diese Dipolfrequenz ist im klassischen Lorentz-Oszillator-Modell die Eigenfrequenz des harmonischen Oszillators und entspricht im semiklassischen (quantenmechanischen) Modell der Übergangsfrequenz zwischen den beiden Laserniveaus.

## Physikalische Grundlagen

### Stehende Wellen
Im stationären Laserbetrieb können sich innerhalb des Resonators nur gewisse longitudinale Schwingungsmoden ausbilden. Es bilden sich stehende Wellen aus, welche man in komplexer Schreibweise für Ausbreitung in Richtung der {\displaystyle z}-Achse und Polarisation in Richtung der {\displaystyle x}-Achse wie folgt darstellen kann
{\displaystyle {\vec {E}}(z,t)={\hat {x}}E_{n}\sin(k_{n}z)e^{-i\omega t}}.
Hier steht {\displaystyle E_{n}} für die Amplitude und {\displaystyle k_{n}} für die Wellenzahl der n-ten Mode:
{\displaystyle k_{n}=n\pi /L,\qquad n=1,2,3,\dots }
Hier steht {\displaystyle L} für die Länge des Laserresonators. Dieser Ausdruck für die Wellenzahl trägt dafür Sorge, dass das elektrische Feld an den Orten der Resonatorspiegeln null ist, was eine Voraussetzung für stehende Wellen ist. Nun definiert man die Kavitätsfrequenz {\displaystyle \omega _{n}} als
{\displaystyle \omega _{n}=ck_{n}},

## Herleitung
Es gibt zwei verschiedene Ansätze, über die man zum Ausdruck für den Effekt des Frequency Pulling gelangt. Zum einen über das klassische Lorentz-Oszillator-Modell, welches die Bindung eines Elektrons an seinen Atomkern als gedämpften harmonischen Oszillator (zwei Massen an einer Feder) idealisiert. Der zweite Ansatz basiert auf der semiklassischen Lasertheorie, welche zur Beschreibung des Elektronverhaltens die Schrödingergleichung heranzieht, den Quantencharakter des Lichts jedoch völlig außer Acht lässt. Beide Ansätze führen zum selben Ergebnis.

### Klassischer Ansatz
Im klassischen Ansatz wird das Atomkern-Elektron-System als gedämpfter harmonischer Oszillator angenommen, welcher durch die oben beschriebene elektromagnetische Welle angetrieben wird. Die Differentialgleichung eines gedämpften, durch eine Kraft {\displaystyle {\vec {F}}} getriebenen Oszillator lautet
{\displaystyle m{\frac {d^{2}{\vec {x}}}{dt^{2}}}+2m\beta {\frac {d{\vec {x}}}{dt}}+m\omega _{0}^{2}{\vec {x}}={\vec {F}}}
mit dem Dämpfungsfaktor {\displaystyle \beta } und der Eigenfrequenz {\displaystyle \omega _{0}}. {\displaystyle {\vec {x}}} steht für die Auslenkung des Elektrons aus seinem Gleichgewichtszustand. Die Eigenfrequenz {\displaystyle \omega _{0}}, welche aus dem klassischen Modell nicht berechnet werden kann und daher aus klassischer Hinsicht als empirischer Wert gilt, entspricht der Übergangsfrequenz des Elektrons zwischen zwei benachbarten Energieniveaus und kann quantenmechanisch berechnet werden. Die Kraft, die ein elektromagnetisches Feld {\displaystyle {\vec {E}}} auf ein Teilchen der Ladung {\displaystyle e} ausübt ist
{\displaystyle {\vec {F}}=q{\vec {E}}}
Mit der obigen Definition des elektromagnetischen Feldes für eine stehende Welle folgt
{\displaystyle {\frac {d^{2}{\vec {x}}}{dt^{2}}}+2\beta {\frac {d{\vec {x}}}{dt}}+\omega _{0}^{2}{\vec {x}}={\frac {q}{m}}{\hat {x}}E_{n}\sin(k_{n}z)e^{-i\omega t}}.
Diese Differentialgleichung hat die Lösung
{\displaystyle {\vec {x}}={\vec {a}}\sin k_{n}ze^{-iwt}}.
Aus der elektromagnetischen Wellengleichung ergibt sich für den Fall einer elektromagnetischen Welle mit Ausbreitungsrichtung {\displaystyle z} im Lasermedium mit Polarisation {\displaystyle {\vec {P}}} und ohmschen Strom {\displaystyle {\vec {j}}=\sigma {\vec {E}}}
{\displaystyle \left({\frac {\partial ^{2}}{{\partial z}^{2}}}-{\frac {\sigma }{\epsilon _{0}c^{2}}}-{\frac {1}{c^{2}}}{\frac {\partial ^{2}}{{\partial t}^{2}}}\right){\vec {E}}({\vec {r}},t)={\frac {1}{\epsilon _{0}c^{2}}}{\frac {\partial ^{2}}{{\partial t}^{2}}}{\vec {P}}}.
Nach Lösen dieser Gleichung und unter der Annahme, dass die Frequenz {\displaystyle \omega } des einfallenden Lichtes nahe der Eigenfrequenz {\displaystyle \omega _{0}} des Lorentzoszillators liegt kommt man zur Gleichung, welche das Frequency Pulling beschreibt:
{\displaystyle \omega _{n}-\omega ={\frac {gc}{2\beta }}(\omega -\omega _{0})}.
mit der Kavitätsfrequenz {\displaystyle \omega _{n}}, der Laserverstärkung {\displaystyle g}, der Lichtgeschwindigkeit {\displaystyle c} und der Dipolfrequenz {\displaystyle \omega _{0}}.